# Balbina von Rom

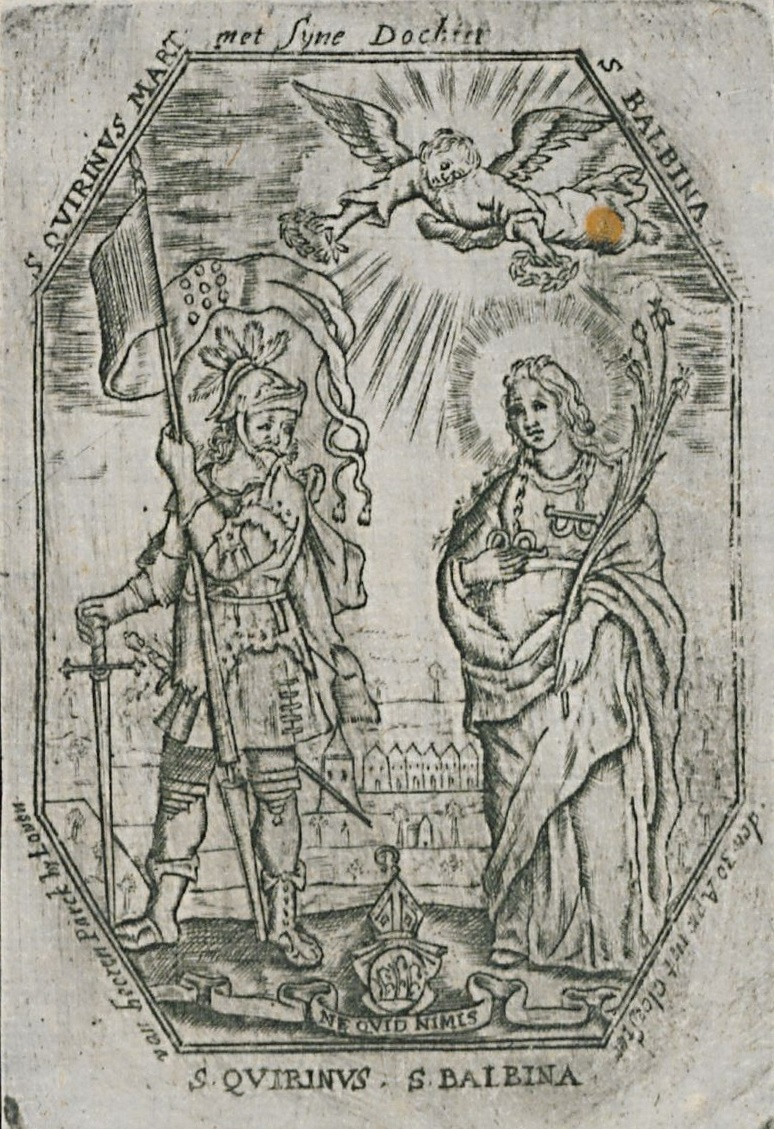
Quirinus mit seiner Tochter Balbina. Druck aus dem 18. Jahrhundert

Balbina von Rom ist eine der frühchristlichen Kirche unbekannte Heilige und Märtyrin, deren Verehrung im 6. Jahrhundert einsetzte. Ihr Gedenktag ist der 31. März. Der Name Balbina stammt vom Lateinischen balbus („stammelnd, stotternd“).
Dargestellt wird sie mit einer Kette in der Hand, einem zum Himmel zeigenden Engel und einem Lilienzepter, einem Attribut der Jungfräulichkeit. Die hl. Balbina wird gegen Halsleiden und Kropf angerufen. Ein alter christlicher Friedhof an der Via Appia und die Kirche Santa Balbina all’Aventino auf dem Aventin in Rom gehen wohl auf eine Balbina als Stifterin zurück, die später als Heilige verehrt wurde. In der Folge wurde die romanhafte Legende um diese Heilige erfunden.

## Legende
Die Legendenbildung um Balbina ist von den Akten des heiligen Alexander abhängig, in denen sie zumeist eine Nebenrolle spielt. Aus den im 6./7. Jahrhundert entstandenen acta Balbinae entwickelte Ado von Vienne eine eigenständige Fassung und verband in seinem Martyrologium Adonis ihr Martyrium mit dem 31. März, während Florus von Lyon das Ereignis in seiner Weiterführung des Martyrologiums von Beda mit dem 18. Juni verband. Usuardus übernahm Ados Ansatz, der auf diesem Weg Eingang in das Martyrologium Romanum fand.
Sowohl laut den Akten Alexanders, ihren eigenen Akten als auch den Akten des heiligen Quirinus war Balbina die Tochter des römischen Tribuns Quirinus. Im Kerker begegnete sie dem Bischof von Rom, Alexander, der von ihrem Vater bewacht wurde. Als Balbina Alexanders Ketten küsste, soll sie von ihrem Halsleiden befreit worden sein. Quirinus ließ sich nach der wunderbaren Genesung seiner Tochter und weiteren durch Alexander bewirkten Wundern mit seiner ganzen Familie taufen, wodurch er die Feindschaft des Kaisers Hadrian auf sich zog und das Martyrium durch Enthauptung erlitt. Die Akten Alexanders wissen noch nichts von einem Martyrium Balbinas, das erst später erfunden wurde. In der Legendenfassung Bedas fand die Heilung Balbinas auch nicht durch die Kette Alexanders statt; vielmehr beauftragte Alexander Balbina, die Ketten des heiligen Petrus zu finden, und erst nachdem sie nach langer Suche die Ketten – angeblich in Jerusalem – gefunden habe, sei sie von ihrem Leiden geheilt worden. Diese Verbindung Balbinas mit Petri Kettenfest geht allerdings bereits auf die Akten Alexanders zurück, der sie demnach erst nach ihrer Heilung mit der Suche beauftragt habe. Ado fügte dem Abschluss der Legende eine angebliche Bestattung der Heiligen in der Praetextatuskatakombe hinzu.